# Mariboes Skole
Mariboes Skole i København blev oprettet af Carl Mariboe 1. juli 1833 under navnet Mariboes Realskole. Skolen holdt først til i Boldhusgade, men i 1838 flyttede den til nybyggeri i Store Kongensgade. Samme år blev der oprettet en forberedelsesklasse til Den kongelige militære Højskole, og i årene efter oprettedes lignende klasser med henblik på Landkadetakademiet og Søkadetakademiet – den sidste blev Holger Drachmann en overgang sat i.
I 1868 blev det muligt at tage studentereksamen fra skolen, der derefter også omtales som Mariboes Latin- og Realskole. 14. marts 1885 kunne skolen indvie en ny bygning, men blev nedlagt 1899.

## Kendte studenter fra Mariboes Skole
- Ehrenreich Christopher Ludvig Koefoed
- C.C. Lose
- Carl Ludvig Løvenskiold
- 1868: Louis E. Wulff
- 1870: C.F.S. Ernst, Kristian Erslev, Leopold Meyer
- 1871: Marcus Rubin
- 1872: Emil Meyer
- 1873: Holger Mygind
- 1876: Salomon Levysohn
- 1877: Charles Kjerulf
- 1878: Christian Helweg-Larsen, Karl Mantzius
- 1879: Karl Meyer
- 1880: Max Melchior
- 1881: Valdemar Henriques
- 1884: Sophus Claussen
- 1889: Adolf Langsted
- 1891: Jon Munch-Petersen
- 1892: Thorkil Fussing
- 1893: Vilhelm Wanscher
- 1894: P.V. Bigler, Albert Helweg-Larsen, Louis Levy
- 1895: Jeppe Aakjær
- 1896: Knud Jorck

## Ekstern henvisning
- Mariboes Skole på Danske litteraturpriser.dk

55°41′2.3″N 12°35′13.6″Ø / 55.683972°N 12.587111°Ø